# Zagórze (SIMC 0269044)
Zagórze – kolonia w Polsce położona w województwie świętokrzyskim, w powiecie jędrzejowskim, w gminie Słupia.
W latach 1975–1998 miejscowość administracyjnie należała do województwa kieleckiego.
Zagórze, które posiada identyfikator SIMC 0269044, jest jedną z dwóch kolonii o tej nazwie w tej gminie. Drugą kolonią jest Zagórze, które posiada identyfikator SIMC 0269430.